# Robert Kron
Robert Kron (ur. 27 lutego 1967 w Brnie, Czechosłowacja) – czeski hokeista zawodowy. W latach 1990–2002 grał w lidze NHL na pozycji centra w drużynach: Vancouver Canucks, Hartford Whalers, Carolina Hurricanes oraz Columbus Blue Jackets.
- Statystyki:
  - W sezonach zasadniczych NHL rozegrał łącznie 771 spotkań, w których strzelił 144 bramki oraz zaliczył 194 asysty. W klasyfikacji kanadyjskiej zdobył więc łącznie 338 punktów. 119 minut spędził na ławce kar.
  - W play-offach NHL brał udział 2-krotnie. Rozegrał w nich łącznie 16 spotkań, w których strzelił 2 bramki oraz zaliczył 3 asysty, co w klasyfikacji kanadyjskiej daje razem - 5 punktów. 2 minuty spędził na ławce kar.